# Холенштейн, Томас
То́мас Хо́ленштейн (нем. Thomas Holenstein; 7 февраля 1896, Санкт-Галлен, Швейцария — 31 октября 1962, Муральто, кантон Тичино, Швейцария) — швейцарский политик, президент.

## Биография
Томас Холенштейн окончил Университет Берна в 1920 году и стал работать в юридической фирме своего отца (Томас Холенштейн-старший (1858—1942) тоже был политиком). Он начал свою политическую карьеру в 1927 году в качестве члена городского совета Санкт-Галлена, затем стал председателем Движения молодых консерваторов в кантоне (1930—1935). С 1936 по 1954 год Холенштейн был членом Большого совета Санкт-Галлена, а с 1937 по 1954 год членом Национального совета.
- 1 декабря 1952 — 7 декабря 1953 — президент Национального совета Швейцарии.
- 16 декабря 1954 — 20 ноября 1959 — член Федерального совета Швейцарии.
- 1 января 1955 — 31 декабря 1959 — начальник департамента экономики.
- 1 января — 31 декабря 1957 — вице-президент Швейцарии.
- 1 января — 31 декабря 1958 — президент Швейцарии.